# FK Zastava Kragujevac
Fudbalski Klub Zastava Kragujevac (serb.: Фудбалски Клуб Застава Крагуевац) – serbski klub piłkarski z siedzibą w Kragujevacu (w okręgu szumadijskim). Został utworzony w 1973 roku. Obecnie występuje w Prvej lidze Kragujevaca (5. poziom serbskich rozgrywek piłkarskich). Nazwa Zastava po polsku oznacza "Sztandar".
W czasach Federalnej Republiki Jugosławii "Zastava Kragujevac" 6 sezonów występowała w rozgrywkach Drugiej ligi SR Јugoslavije: sezony 1992/93-93/94, sezony 1996/97-97/98 i sezony 2000/01-01/02 (w trakcie sezonu 2001/02 Zastava wycofała się z rozgrywek Drugiej ligi – Grupa Zapad po 4 kolejkach, a jej wyniki anulowano).

## Stadion
Klub rozgrywa swoje mecze domowe na stadionie Stadion Bubanj w Kragujevacu, który może pomieścić 1.000 widzów.

## Sezony
| Sezon                          | Liga                                             | Poziom | Miejsce |
| Federalna Republika Jugosławii |                                                  |        |         |
| 1999/00                        | Srpska liga (Grupa Morava)                       | III    | 1       |
| 2000/01                        | Druga liga SR Јugoslavije – Grupa Zapad (Zachód) | II     | 11      |
| 2001/02                        | Druga liga SR Јugoslavije – Grupa Zapad (Zachód) | II     | 18 *    |
| 2002/03                        | Srpska liga (Grupa Morava)                       | III    | 15      |
| Serbia i Czarnogóra            |                                                  |        |         |
| 2003/04                        | Zonska liga (Šumadijska zona)                    | IV     | 18      |
| 2004/05                        | brak danych                                      | ?      | ?       |
| 2005/06                        | brak danych                                      | ?      | ?       |
| Serbia                         |                                                  |        |         |
| 2006/07                        | brak danych                                      | ?      | ?       |
| 2007/08                        | brak danych                                      | ?      | ?       |
| 2008/09                        | brak danych                                      | ?      | ?       |
| 2009/10                        | brak danych                                      | ?      | ?       |
| 2010/11                        | Treća liga Kragujevaca                           | VII    | 10      |
| 2011/12                        | Treća liga Kragujevaca                           | VII    | 6       |
| 2012/13                        | Treća liga Kragujevaca                           | VII    | 2       |
| 2013/14                        | Druga liga Kragujevaca                           | VI     | 10      |
| 2014/15                        | Druga liga Kragujevaca                           | VI     | 7       |
| 2015/16                        | Druga liga Kragujevaca                           | VI     | 7       |
| 2016/17                        | Druga liga Kragujevaca                           | VI     | 1       |
| 2017/18                        | Prva liga Kragujevaca                            | V      | 16      |
| 2018/19                        | Druga liga Kragujevaca                           | VI     | 3       |
| 2019/20                        | Prva liga Kragujevaca                            | V      | 11 **   |
| 2020/21                        | Prva liga Kragujevaca                            | V      | 8       |

 * W trakcie sezonu 2001/02 Zastava wycofała się z rozgrywek Drugiej ligi – Grupa Zapad po 4 kolejkach, a jej wyniki anulowano.
 ** Z powodu sytuacji epidemicznej związanej z koronawirusem COVID-19 rozgrywki sezonu 2019/2020 zostały zakończone po rozegraniu 14 kolejek.

## Sukcesy
- mistrzostwo Srpskiej ligi – Grupa Morava (III liga) (1x): 2000 (awans do Drugiej ligi SR Јugoslavije).
- 1992 i 1996 (awanse do Drugiej ligi SR Јugoslavije).
- 1991 (awans do Međurepubličkiej ligi SFR Јugoslavije).

## Reprezentanci kraju grający w klubie
- Vladimir Božović
- Đorđe Kamber
- Marko Mirić